# Kruiswegspoorbrug
De Kruiswegspoorbrug is een vaste spoorbrug in de Noord-Hollandse stad Haarlem. De brug ligt ten westen van Station Haarlem in de spoorlijnen Amsterdam - Rotterdam (Oude Lijn), Haarlem - Uitgeest (Kennemerlijn) en Haarlem - Zandvoort. De brug overspant de Kruisweg een belangrijke straat in de Stationsbuurt in Haarlem-Centrum.
De brug werd omstreeks 1906 gebouwd over de Kruisweg in verband met de verhoging van de spoorlijnen. Zo kwam er een nieuw station naar ontwerp van D.A.N. Margadant in Art Nouveau. De brug fungeert samen met de Janswegspoorbrug als onderdeel van dit vernieuwde station. De gietijzeren kolommen werden vervaardigd door IJzergieterij Deventer.

## Omschrijving
Het ijzeren spoorwegviaduct bestaat uit twee reeksen van gietijzeren kolommen aan weerszijden van de rijbaan van de Kruisweg, waarop de hoofdliggers rusten die het bovengelegen spoorwegemplacement en de perrons ondersteunen. De kolommen zijn in één stuk gegoten en bestaan uit een vierkante voetplaat, een achthoekige sokkel, een conische schacht die ter decoratie op twee plaatsen is voorzien van een band en een kapiteel. Het brugdek bestaat uit H-balken met beton in de tussenruimten. De onderdelen zijn met schroefboutverbindingen en klinkverbindingen aan elkaar bevestigd. Tussen de kolommen bevindt zich een ijzeren hekwerk dat ook bovenop de brug en het buitenste landhoofd is geplaatst. Tussen de kolommenreeksen en de zijwanden van de tunnel bevindt zich aan beide zijden een voetpad. Het binnenste (stationzijde) landhoofd is door middel van een gemetselde muur verbonden met het stationsgebouw. Het landhoofd is aan deze zijde uitgevoerd met een afgeronde hoek en het buitenste landhoofd is schuin opgemetseld en voorzien van natuurstenen accenten. De wanden van de tunnel zijn op een plint van natuursteen opgetrokken in witte geglazuurde baksteen.

## Waardering
Het spoorwegviaduct uit omstreeks 1906 is van algemeen belang vanwege de cultuur-, bouw- en architectuurhistorische waarde als gaaf bewaard gebleven vroeg 20e-eeuws infrastructureel werk en als historisch functioneel onderdeel van het station van Haarlem naar ontwerp van de architect D.A.N. Margadant. Het viaduct heeft situationele waarde vanwege de markante ligging over de Kruisweg.
sinds 23 november 1999 bedraagt deze brug een rijksmonument.